# Škalnica
 Škalnica  (olaszul: Scalnizza) falu Horvátországban, a Tengermellék-Hegyvidék megyében. Közigazgatásilag Klanához tartozik.

## Fekvése
Fiumétól 16 km-re északnyugatra, községközpontjától 3 km-re nyugatra a község nyugati határán fekszik.

## Története
Škalnica a vidék egyik legősibb települése. Nevét valószínűleg arról kapta, hogy az egykori leírások szerint területén nem volt erdő, csak a csupasz kövek és sziklák. Lakói lótenyésztéssel, szőlőműveléssel foglalkoztak. Várát a 14. században építették a Kastav és Klana közé eső területen. Építtetőjének és első tulajdonosának neve nem ismert, de magas falai és tornyai komoly akadályt jelentettek a története során rátörő seregeknek. Urai többnyire a tersattói grófok voltak. Az idő vasfoga azonban megtette a magáét és az elhanyagolt erősségnek mára nyoma sem maradt. Egykori formájáról a fennmaradt rajzokból és a krónikás Valvazor 17. századi leírásából alkothatunk képet. Fennmaradt viszont az évszázadok egyetlen tanújaként a Szent Vince templom. Védőszentjének kiválasztása valószínűleg az itteni szőlőműveléssel van kapcsolatban. Szent Vince ma is falu védőszentje, noha később az itt lakók már főként földműveléssel, állattartással és fakitermeléssel foglalkoztak.
A településnek 1857-ben 195, 1910-ben 260 lakosa volt. 2011-ben 223 lakosa volt.

## Lakosság
| Lakosság változása | Lakosság változása | Lakosság változása | Lakosság változása | Lakosság változása | Lakosság változása | Lakosság változása | Lakosság változása | Lakosság változása | Lakosság változása | Lakosság változása | Lakosság változása | Lakosság változása | Lakosság változása | Lakosság változása | Lakosság változása |
| ------------------ | ------------------ | ------------------ | ------------------ | ------------------ | ------------------ | ------------------ | ------------------ | ------------------ | ------------------ | ------------------ | ------------------ | ------------------ | ------------------ | ------------------ | ------------------ |
| 1857               | 1869               | 1880               | 1890               | 1900               | 1910               | 1921               | 1931               | 1948               | 1953               | 1961               | 1971               | 1981               | 1991               | 2001               | 2011               |
| 195                | 168                | 206                | 198                | 231                | 260                | 252                | 277                | 260                | 291                | 246                | 233                | 217                | 214                | 186                | 223                |

## Nevezetességei
Szent Vince tiszteletére szentelt temploma középkori eredetű, pontos építési ideje nem ismert. Első formájában fakápolna volt, mai formáját a 18. századi átépítéskor kapta. Utoljára 2004-ben újították meg. Négyszögletes alaprajzú, apszis nélküli épület, a homlokzat előtt egyszerű, nyitott előcsarnokkal. A homlokzaton egy téglalap alakú, profilozott kerettel és arhitrávval ellátott portál található. Mellette egy téglalap alakú ablak látható egyszerű kőtömbökből készült kőkerettel. Az oromzaton  egy rusztikusan faragott kettős nyílású harangdúc látható, amely az egykori falazat alapjain áll. A déli falon jellegzetes gótikus profilú ablak látható, valószínűleg annak az egykori erődnek külső része, amely ezen a helyen állt. A templomban barokk oltár és rusztikus szenteltvíztartó található.